# Michaił Okuń
Michaił Osipowicz Okuń (ros. Михаил Осипович Окунь; ur. 6 marca?/18 marca 1898 w Petersburgu, zm. 1959 w Leningradzie) – rosyjski piłkarz pochodzenia żydowskiego, grający na pozycji obrońcy lub pomocnika, trener i sędzia piłkarski.

## Kariera piłkarska

### Kariera klubowa
W 1919 rozpoczął karierę piłkarską w drużynie Merkur Piotrogród. W 1924 został piłkarzem klubu Centralny Rajon Leningrad. W 1928 przeszedł do LOSPS Leningrad. W 1930 zakończył karierę piłkarską.

### Kariera reprezentacyjna
Bronił barw reprezentacji Piotrogrodu/Leningradu (1921-1925). Występował w meczach międzynarodowych z robotniczymi drużynami Norwegii, Finlandii i Szwecji.

## Kariera trenerska
W latach 1922–1934 wykładał w Państwowym Instytucie Pedagogicznym im. A.I.Hercena w Leningradzie. W 1935 rozpoczął karierę trenerską. Najpierw trenował reprezentację miasta Gorki. W sierpniu powrócił do Leningradu, gdzie trenował klub Krasnaja Zaria Leningrad, który potem zmienił nazwę na Elektrik Leningrad. W lipcu 1938 został zwolniony z zajmowanego stanowiska. W 1939 prowadził Spartak Leningrad. Od 1940 do 1947 z przerwą w okresie wojennym trenował Dinamo Leningrad, z którym 3-krotnie zdobywał 5. miejsce. W 1949 objął stanowisko głównego trenera Dynama Kijów.

## Kariera zawodowa
Sędziować mecze w piłce nożnej i bandy rozpoczął w 1918. Pracował na kierowniczych stanowiskach miejskiego (od 1923), republikańskiego (od 1925) i ogólnokrajowego (od sierpnia 1928) Kolegium Sędziowskiego. W latach 20.-30. XX wieku sędziował mistrzostwa ZSRR, Rosyjskiej FSRR oraz inne wielkie turnieje.
W latach 1925–1928 członek Sekcji Gier Sportowych w Radzie Gubernatorskiej Kultury Fizycznej, latach 1929-1934 przewodniczący Sekcji Piłki Nożnej LOSFK.
Jeden z pierwszych w ZSRR prowadził przez radio gimnastykę zakładową w latach 1929-1932. W latach 1931–1948 komentował mecze piłkarskie i hokejowe, w maju-czerwcu 1942 prowadził transmisje radiowe meczów piłkarskich podczas blokady Leningradu.
W 1959 zmarł w Leningradzie w wieku 61 lat.

## Sukcesy i odznaczenia

### Sukcesy klubowe
- mistrz Piotrogrodu: 1923

### Odznaczenia
- nagrodzony tytułem sędzia kategorii ogólnokrajowej: 1935
- nagrodzony tytułem Zasłużonego Mistrza Sportu ZSRR: 1947